# トーマス・E・アッカーマン
トーマス・E・アッカーマン（Thomas E. Ackerman、1948年9月14日 - ）は、アメリカ合衆国の撮影監督。

## 作品
- アルビン3 シマリスたちの大冒険
- 俺たちチアリーダー!
- ビッグ・バグズ・パニック
- スーパーヒーロー ムービー!!　-最'笑'超人列伝-
- 燃えよ！ピンポン
- がんばれ！ベンチウォーマーズ
- 最終絶叫計画4
- ボクらのママに近づくな！
- 俺たちニュースキャスター
- ディッキー・ロバーツ　俺は元子役スター
- スノー・ドッグ
- ラットレース
- ロッキー＆ブルウィンクル
- マイ・ビューティフル・ジョー
- ハリウッド・ミューズ
- ブラボー火星人２０００
- ジャングル・ジョージ
- オーメン18エンジェル
- ジュマンジ
- 赤ちゃんのおでかけ
- わんぱくデニス
- トゥルー・アイデンティティー／正体知られて大ピンチ!!
- ナショナル・ランプーン／クリスマス・バケーション
- ビートルジュース
- ムーンウォーカー
- バック・トゥ・スクール
- ハイスクールはダンステリア
- ロードハウス66
- フランケンウィニー
- フォックスファイヤー・ライト
- ノストラダムス／大王降臨
- 狙われた夜／血に染まる大晦日のロックパーティ